# Elidegenedés
Az elidegenedés (régebben, helyenként elidegenülés) társadalomfilozófiai fogalom, társadalmi-történeti jelenség, folyamat, amelynek során az ember gyakorlati és elméleti tevékenységének termékei, valamint az ember tulajdonságai és képességei tőle független és felette uralkodó erővé válnak. Forrása a munkamegosztás, megjelenési formája a kizsákmányolás is. Másik formája az, amikor az embert körülvevő jelenségek, társadalmi viszonyok másvalamiként jelennek meg a számára, mint ahogy azok a maguk valóságában léteznek, azaz az emberek tudatában eltorzulnak a reális életviszonyaik.

## A fogalom története
Forrásai a francia (Rousseau) és a német (Goethe és Schiller) felvilágosodás filozófiájában találhatók meg.
A fogalmat a klasszikus német filozófia, főként Fichte, Hegel és Schelling (közülük is leginkább Hegel) használja előszeretettel és munkálja ki. Hozzájuk kapcsolódik Feuerbach, és Marx, utóbbi igyekszik a fogalmat a maga teljességében kidolgozni és ábrázolni. Használja a fogalmat továbbá (kisebb-nagyobb módosításokkal) Lukács, Ernst Bloch a Frankfurti iskola képviselői, kiemelten Erich Fromm. 
A társadalomtudományokban alapvetően máig a marxi megközelítés az irányadó. Eszerint: az embernek létezik, létezett magához, a környezetéhez, a munkájához valamilyen a történelemben egyszer megvalósult identitása, amelyet azután valahol elveszített. Marx szerint ebben leginkább a tőkés termelési forma a ludas, amely a társadalom egyébként bonyolultnak tetsző viszonyait a végletekig lecsupaszítja, az embert elidegeníti a munkától, a másik embertől (a társadalomtól), s végül önmagától, s az ember így gyökértelenként, „idegenként” kényszerül élni, magát igen rosszul érezve ebben a világban. Ebben az értelemben ehhez a fogalomhoz kapcsolódnak az ún. életfilozófiák is (mindenekelőtt: Kierkegaard és Nietzsche), de ez legfőbb tematikája a 20. századi egzisztencializmusnak is (Heidegger, Sartre és a társaik). Az elidegenedés fogalma ma is igen divatos, számos szerző használja és tárgyalja, s általában a globalizáció jelenségét is az elidegenedés további elmélyülését elősegítő folyamatként értékelik.
Az angolszász és főleg az amerikai szociológia ettől némileg eltérően – nem annyira filozofikusan, inkább praktikusan – használja a fogalmat (Alienation). Erre nézve máig irányadó Melvin Seeman 1959-ben az American Sociological Review-ban közzétett munkája, melyben az elidegenedés fogalmát öt különböző értelemben használja, s amerikai szociológusok és társadalomtudósok általában ma is az ő terminológiai megkülönböztetését követik.